# Хенниг, Юрген Клаус
Юрген Клаус Хенниг (род. 5 марта 1951, Штутгарт, ФРГ) — немецкий химик и медицинский физик. Он считается одним из пионеров магнитно-резонансной томографии (МРТ) и её применений в медицинской диагностике. Профессор Хенниг является научным директором отделения диагностической радиологии (англ. — Department of Diagnostic Radiology) и председателем центра разработки и приложений магнитного резонанса (англ. — Magnetic Resonance Development and Application Center, сокращено MRDAC) в университетском медицинском центре Фрайбурга. В 2003 году ему была присуждена премия имени Макса Планка в категории биологических наук и медицины.

## Научная карьера
С 1969 по 1977 год профессор Хенниг изучал химию в Штутгарте, Лондоне, Мюнхене и Фрайбурге. В годы с 1977 по 1981 год он занимался исследованиями в институте физической химии при Фрайбургском университете, в котором он защитил степень доктора (эквивалент кандидата физ.-мат. наук) на тему ЯМР измерений внутримолекулярного обмена под научным руководством Герберта Циммермана (нем. Herbert Zimmermann). Во время инаугурационной лекции своего руководителя Ханса-Хайнриха Лимбаха профессор Хенниг услышал о методе магнитно-резонансной томографии (сокращено МРТ, англ. — Magnetic Resonance Imaging или MRI) и работе Пола Лотербура, ставшего в 2003 году лауреатом Нобелевской премии в области медицины.
С 1982 по 1983 год профессор Хенниг занимался научными изысканиями при университете Цюриха, в котором он работал в области химический индуцированной динамической поляризации ядер (ХИДПЯ). В 1982 году он разработал свою первую ЯМР импульсную последовательность для измерения внутримолекулярных обменных процессов. В течение этого времени профессор Хенниг решил сосредоточиться в дальнейшей своей работе на разработке ЯМР методов.
В 1984 году профессор Хенниг в качестве исследователя приступил к новой работе в отделении диагностической радиологии при университетской клинике во Фрайбурге. В тесном сотрудничестве с фирмой Брукер по производству медицинского оборудования, он разработал новый метод турбо-спинового эха, который в то время получил название RARE (англ. — Rapid Acquisition with Refocused Echoes). В 1989 году он закончил свою работу на соискание степени профессора под названием «специальные методы отображения для ЯМР томографии» при медицинском факультете университета Фрайбурга.
В 1993 году профессор Хенниг был назначен главой группы МР томографии при отделении радиологической диагностики в университетской клинике Фрайбурга. В 1993 году он стал директором отделения томографии и функциональной медицинской физики отделения радиологии. В 2001 году он стал научным директором отделения радиологии. В тот же год он основал центр разработки приложений для магнитного резонанса в университетской клинике Фрайбурга. Исследовательская группа, которую он основал, выросла до размера порядка 80 научных сотрудников к 2012 году. В течение 1999 года профессор Хенниг являлся президентом международного общества магнитного резонанса в медицине ISMRM. Начиная с 2011 года он является членом немецкой национальной академии наук Леопольдина.

## Научные труды
Профессор Хенниг написал множество научных статей об МРТ и её приложениях. Основываясь на импульсной последовательности Карра-Парселла-Мейбума-Гилла, в 1984 году он разработал свой знаменитый метод турбо-спинового-эха (англ. — RARE, Rapid Acquisition with Relaxation Enhancement). Благодаря его фундаментальной работе, было возможно существенно сократить время регистрации МР сигнала, что сыграло значительную роль в рутинной медицинской диагностике. Кроме того, метод турбо-спин-эха позволил также получить Т2-взвешенные медицинские изображения. Метод турбо-спин-эха был впервые описан в немецком национальном журнале «Радиолог» (нем. — «Der Radiologe»). Забавно, но до этого профессор Хенниг попробовал подать данную статью в международный журнал и статья не была принята с объяснением, что данный метод уже был протестирован и было показано, что он не работает (?!!). Таким образом, в 1986 году последовала первая международная публикация и на сегодня метод турбо-спин-эха является одним из стандартных методов отображения, применяемых в клинической МРТ.
В 2011 году мир увидел новые публикации профессора Хеннига, на этот раз о методах отображения живых тканей основанных на так называемых гипер-эхо-сигналах. Было показано, что при использовании метода гипер-эхо-сигналов удельная скорость поглощения РЧ энергии может быть значительно уменьшена без ухудшения качества конечных изображений. Данная работа является важной для МРТ в высоких магнитных полях.
В своей статье в 2008 году профессор Хенниг высказал концепцию МРТ с применением нелинейных магнитных полей, что позволило улучшить пространственное разрешение изображений наружной части головного мозга.
Научные работы Профессоре Хеннига дали начало многочисленным патентам на новые методы МРТ.

## Сотрудничество с Азией
В 1985 году профессор Хенниг совершил путешествие в город Гуанчжоу в Китае, в котором был установлен один из первых МР-томографов в Китае. Таким образом, первое МР изображения в Китае было получено Хеногом 25 декабря 1985 года после существенных усилий по запуску и отладке прибора.
С 1993 года профессор Хенниг является президентом и основателем Европейско-Китайского общества магнитного резонанса. Он также является почётным членом национального китайского радиологического общества. Помимо этого, профессор Хенниг был удостоен медали Эйнштейна китайской академией наук в 2011 году. В 2010 году ему была вручена премия Ду Цунмина, которая является наивысшей научной наградой на Тайване.
С 2004 года профессор Хенниг также является членом академии наук республики Татарстан. Кроме того, он поддерживает научное сотрудничество с Гонконгом, Южной Кореей и Сингапуром.

## Награды
1. 1992: Европейская медаль по МР
2. 1993: Медаль по ядерно-магнитной томографии
3. 1994: Золотая медаль общества Магнитного Резонанса
4. 2003: Премия Макса Планка в категории биологических наук и медицины
5. 2006: Медаль Альберга Шенберга национального немецкого общества радиологов
6. 2010: Премия Ду Цзунмина национального научного общества Тайваня